# Fritz Schori
Fritz Schori (* 12. November 1887 in Mühleberg, Kanton Bern; † 18. Februar 1971 in Sumiswald, Kanton Bern Heimatort: Seedorf/BE) war ein schweizerischer Komponist, Dirigent und Musikverleger. Er verwendet als Komponist auch die Pseudonyme Achilles Duroc, Max H. Forster, Johann Friedrich, Jean Marquis und Julius Meister.
Er wuchs in Biel/BE, Schweiz, auf. 1907 wurde Schori als Trompeter zur Kavallerie-Rekrutenschule in Aarau eingezogen und diente später als Wachtmeister in einer Kavallerie-Schwadron. Ein schwerer Reitunfall beendete seine militärische Laufbahn und verhinderte eine Ausbildung zum Trompeter-Instruktor. Während des langen Spitalaufenthaltes lernte er autodidaktisch Musiktheorie und wagte sich an erste Kompositionen.
In der Stadtmusik Biel wirkte er dreissig Jahre als Musiker und Vizedirigent mit. Ferner war er Dirigent bei den Musikvereinen Twann, Täuffelen, der Musikgesellschaft Nidau sowie der Blaukreuzmusik in Biel. 1934 gründete er für seine Werke einen Eigenverlag. Im Musikverlag Schori erschienen zudem Werke namhafter Zeitgenossen wie Paul Montavon, Hans Honegger, Hieronymus Lochmatter und Jaroslav Kubat.
Schoris Kompositionen widerspiegeln die Zeitgeschichte und weisen ein breites thematisches Spektrum auf. Während des Zweiten Weltkriegs dominierten patriotisch-militärische Werke. Ab 1945 wandelte sich die Thematik in Richtung Freiheit, Natur, Freizeit, Schweizer Landschaften, Ausland, Kosmos etc. Gerne komponierte er auch Jubiläumsmärsche.
Seine Werke sind volkstümlich, melodienreich und bewusst einfach gehalten, dabei jedoch raffiniert instrumentiert, damit sie auch bei kleinster Besetzung noch klangvoll tönen. Um einige seiner Kompositionen auch im Ausland bekannt zu machen, wurden deren Verlagsrechte, ausschliesslich für europäische Staaten und Amerika, an den Niederländischen Musikverlag Molenaar verkauft.
Von 1933 bis 1947 war Schori Delegierter des Seelands im Vorstand des Bernischen Kantonalmusikverbands. 
Fritz Schori war mehr als Komponist – er war ein Musikant durch und durch: Mit Herz, Handwerk und einem feinen Gespür für das, was Blasmusik ausmacht. 1953 widmete ihm der Musiker Fritz Lüdi den Fritz Schori-Marsch als Würdigung seiner Verdienste im Schweizerischen Blasmusikwesen.
Nach seinem Tod im Jahr 1971 übernahm zunächst sein Sohn Hans René Schori, der ebenfalls Blasmusik komponierte, die Leitung des Musikverlags, nach dessen Tod seine Tochter. Seit 2016 führt seine Enkelin den Verlag weiter. Schoris Nachlass, darunter alle originalen, handschriftlichen Partituren sowie sein Horn, sind im Besitz der Familie.
2020 wurden die 10 meist gespielten Kompositionen von Corsin Tuor zeitgemäss bearbeitet und neu instrumentiert. Erschienen sind sie in der neuen Reihe "Parademusik" bei Lucerne Music Edition.

## Werke

### Werke für Blasorchester
- 1930 Astoria Marsch
- 1931 Ruhig Blut
- 1932 Mein Biel
- 1933 Wehr und Waffen
- 1935 Freies Leben Marsch
- 1937 Jubiläums-Marsch Zum 75. Jubiläum der Stadtmusik Biel
- 1937 Marsch der Kavallerie-Bereiter Bern
- 1938 Marsch des Rdf Bat 3
- 1938 Fest im Schritt!
- 1938 Frühlingsblumen - Fleurs printanières Walzer
- 1939 Monte Carlo
- 1939 Durch die Heimat
- 1940 General Dufour Marsch
- 1940 Abendständchen Serenade
- 1940 Coquetta Intermezzo
- 1941 Andulka Mazurka
- 1941 Wilde Rosen Walzer
- 1914 Maientag - Florial Ouverture
- 1942 Alte Weisen Volkslieder-Potpourri - Des airs populaires
- 1943 Des Sennen Abschied Solo für Tenorhorn mit Blasorchester
- 1943 Dorf-Idyll Kleine Romanze für Tenorhorn und Blasorchester
- 1944 Arosa Marsch
- 1944 Marsch der Kavalleriebereiter Bern
- 1944 Frohe Laune - Bon humeur Walzer
- 1944 Glückspilze - Les veinards Konzertpolka für 2 Trompeten oder Flügelhorn und Blasorchester
- 1944 Jugendträume - Rêves de jeunesse Konzertouvertüre
- 1945 Abend auf der Alp - Soir sur l'alpe
- 1945 Ehre und Freiheit - Honneur et liberté
- 1946 Neue Welt
- 1946 Ein Frühlingsmorgen - Un matin printanier
- 1946 Im Märchenland - Au pays des contes Ouverture
- 1946 Maloja Ouvertüre
- 1947 Erinnerungen - Souvenirs
- 1947 Heimatbilder - Images du pays Walzer
- 1947 Sylvana Gavotte
- 1947 Vergissmeinnicht Andante
- 1948 Heimkehr - Le retour Andante
- 1948 Honneur au Pays de Vaud - Waadtländer-Marsch
- 1948 Jägermarsch
- 1949 Fiorella Intermezzo
- 1949 Rosenzeit - Tout en rose Walzer
- 1949 San Remo Marsch
- 1949 Orion
- 1950 Arizona
- 1950 Scènes jurassiennes opus 93, Ouvertüre
- 1950 Ein Sommerabend - Un soir d'été Idyll.
- 1951 Blumenfest - Fête des fleurs Kleine Konzertouverture
- 1951 Bourbaki-Marsch
- 1953 Berner-Jubiläumsmarsch 1353-1953 Zum Eintritt Berns in den Bund der Eidgenossen
- 1954 Calanda
- 1955 Colibri-Polka für 2 Trompeten oder Flügelhörner und Blasorchester
- 1956 Anemonen Walzer
- 1956 Morgenständchen Aubade
- 1957 Bummelfahrt - En promenade Intermezzo
- 1958 Alpha Marsch
- 1958 Cornelia opus 117, Ouverture
- 1958 Neuchâtel 1958
- 1959 Alpidyll Solo für Tenorhorn und Blasorchester
- 1959 Festlicher Aufzug - Parade solennelle
- 1959 Morcote
- 1959 Weidmannsheil
- 1960 Isabella Walzer
- 1960 Gruss ans Emmental
- 1961 Ricana opus 130, Ouverture
- 1962 Gladiolen Walzer
- 1962 In Freiheit - En liberté
- 1962 Loreto-Marsch
- 1963 Arbedo Marsch
- 1963 Jasmin Romanze
- 1964 Salut à Tramelan
- 1969 Per Pedes
- 1971 Stadt und Land